# Fuocoammare. Ogień na morzu
Fuocoammare. Ogień na morzu (wł. Fuocoammare) – włosko-francuski film dokumentalny z 2016 roku w reżyserii i według scenariusza Gianfranco Rosiego. Zdjęcia do filmu były kręcone na włoskiej wyspie Lampedusa w czasie europejskiego kryzysu migracyjnego.
Światowa premiera filmu miała miejsce 13 lutego 2016 roku w ramach konkursu głównego podczas 66. MFF w Berlinie. Na festiwalu tym film został uhonorowany główną nagrodą, czyli Złotym Niedźwiedziem. Był później również nominowany do Oscara za najlepszy pełnometrażowy film dokumentalny.

## Opis fabuły
12-letni Samuele jest mieszkańcem wyspy Lampedusa położonej na Morzu Śródziemnym, daleko od stałego lądu. Podobnie jak większość chłopców w jego wieku nie zawsze lubi chodzić do szkoły. Woli uprawiać wspinaczkę na przybrzeżnych skałach, strzelać z procy lub „naciągnąć” kogoś w porcie. Miejsce to od lat stanowi cel podróży mężczyzn, kobiet i dzieci, którzy płynąc z Afryki, próbują pokonać morze za pomocą nierzadko zbyt małych i rozpadających się łodzi. Wyspa w filmie staje się metaforą „najazdu emigrantów na Europę” – nadziei, trudów i losu setek tysięcy ludzi pragnących lepszego życia. Tęsknią oni za pokojem, wolnością i szczęściem. Z wody wyciągane są ciała tych, którzy nie przeżyli ucieczki przez morze. Każdego dnia mieszkańcy Lampedusy są świadkami największej tragedii humanitarnej początku XXI wieku.
Gianfranco Rosi obserwuje codzienne życie, co przybliża widza do miejsca, które jest zarówno prawdziwe, jak i symboliczne. Stara się ukazać świat emocji poszczególnych mieszkańców wyspy, którzy żyją w ciągłym stanie zagrożenia. Jednocześnie film, pozbawiony komentarza, opisuje sposób w jaki dwa światy delikatnie stykają się na tak małej przestrzeni.

## Nagrody i nominacje
66. MFF w Berlinie
- Złoty Niedźwiedź[1]
- Nagroda Jury Ekumenicznego[3]